# 배영춘
배영춘(裵榮春, 일본식 이름: 武本榮一, 1894년 ~ ?)은 일제강점기의 기업인 겸 관료이자 충청남도 지역 유지로, 충청남도 논산군 출신이다.

## 생애
1926년 8월 16일부터 1929년 5월 17일까지 동아일보 논산지국 고문을 역임했으며 1928년 경성제국대학 서무과 촉탁으로 근무했다. 1933년 2월 6일 충청남도 논산군 피병소에 수용된 천연두 환자 중에 극빈층이 많다는 소식을 듣고 극빈층 천연두 환자를 위해 써달라는 뜻에서 충청남도 논산군 논산면장에게 성금 20원을 기부하기도 했다.
1933년 8월 14일부터 1935년 11월 28일까지 충청남도 논산군 논산면장을 역임했고, 1937년 2월 19일 충청남도 논산군 논산면 보선 협의회원, 1937년 5월 10일 충청남도 민선 도회의원으로 각각 선출되었다. 1937년 6월 경영난에 처해 있던 논산학원(論山學園)을 경영하기도 했으며, 1938년 5월 5일 화지산(花枝山)금융조합 감사역을 역임했다.
1938년 7월 16일 매일신보사 논산분국장을 사임하고 매일신보사 강경지국 고문으로 임명되었으며, 같은 해 7월 30일 충청남도 논산군 논산읍 욱정(旭町)에 영춘농장(榮春農場)합자회사를 설립한 뒤 회사 사장을 역임했다. 1939년 조선산업주식회사 대주주로 참여했고, 같은 해 4월 21일부터 5월 2일까지 충청남도 도회의원 신궁참배단의 일원으로 일본 미에현 이세 신궁, 도쿄 메이지 신궁, 나고야 아쓰타 신궁, 나라현 가시하라 신궁 등을 참배했다.
1939년 5월 20일 충청남도 논산군 논산읍 읍회의원으로 선출되었으며, 1940년 1월 28일 동아일보 논산지국 고문으로 위촉되었다. 1940년 11월 일본 기원 2600년 축전에 초대받은 것을 계기로 일본 정부로부터 기원 2600년 축전기념장을 받았다. 1941년 2월 10일 국민협회가 일본 중의원에 제출한 중의원 의원 선거법의 조선 시행 요구 청원서에 서명했고, 같은 해 9월 조선임전보국단 충청남도 발기인으로 참여했다. 1942년 1월 16일 충청남도청에 애국기 1대 구입 자금을 헌납했으며, 이러한 경력으로 인해 친일파 708인 명단의 군수산업 관련자 부문, 민족문제연구소의 친일인명사전 수록자 명단의 지역유력자 부문에 포함되었다.

## 참고자료
- 민족문제연구소 (2009). 〈배영춘〉. 《친일인명사전 2 (ㅂ ~ ㅇ)》. 서울. 194 ~ 195쪽.